# Sevilleja de la Jara
Sevilleja de la Jara es un municipio español de la provincia de Toledo, en la comunidad autónoma de Castilla-La Mancha. Cuenta con una población de 620 habitantes (INE 2024).

## Toponimia
El grupo de mozárabes que fundaron esta localidad le dieron el nombre de "Sevilleja", que es un diminutivo-despectivo de "Sevilla", en recuerdo de su ciudad de origen.

## Geografía
Integrado en la comarca de La Jara, se sitúa a 127 kilómetros de la capital provincial. El término municipal está atravesado por la carretera nacional N-502, entre los pK 169 y 189, por la carretera autonómica CM-4106, que se dirige hacia Anchuras, y por dos carreteras locales que permiten la comunicación con El Campillo de la Jara. 
El relieve del municipio es montañoso por el noreste (sierra de Sevilleja) y por el suroeste (sierra de Altamira),  ambas pertenecientes a los Montes de Toledo. La zona central es más llana, por donde discurren algunos ríos y arroyos. Los picos más destacados son Cumbre Alta (1273 metros) y Collado de Riofrío (1143 metros), situados en la sierra de Sevilleja. La vegetación en la zona son pinares, encinas, alcornoques, jarales y monte bajo. La altitud oscila entre los 1273 metros (Cumbre Alta) y los 530 metros al noroeste, a orillas del río Uso. El pueblo se alza a 665 metros sobre el nivel del mar.
| Noroeste: La Nava de Ricomalillo                      | Norte: Belvís de la Jara                                    | Noreste: Alcaudete de la Jara y Torrecilla de la Jara |
| Oeste: El Campillo de la Jara y Puerto de San Vicente |                                                             | Este: Robledo del Mazo y Anchuras (Ciudad Real)       |
| Suroeste: Alía (Cáceres)                              | Sur: Alía (Cáceres) y Helechosa de los Montes (Ciudad Real) | Sureste: Anchuras (Ciudad Real)                       |

## Historia
Huyendo los mozárabes andaluces de la persecución de los almorávides, un grupo de aquellos, al frente del cual venía Clemente, obispo electo de Sevilla, llegaron en el primer tercio del siglo Xlll a Talavera de la Reina y desde allí marcharon a un lugar de La Jara, antiguo emplazamiento Vetón, donde levantaron sus viviendas originando así el nuevo lugar de Sevilleja.
El barrio del Torilejo fue el primer asentamiento, siendo las principales actividades el colmeneo y la cría de ganado vacuno.
Ya en el siglo XIV se citan en el Libro de la Montería de Alfonso XI parajes donde se da la caza mayor -osos y jabalíes entre otros- dentro del término municipal. Aparte de la caza, el corte de leña, el carboneo y las colmenas son las principales explotaciones que se realizan en estas tierras. Durante estos años Sevilleja y sus alquerías pertenecen a la jurisdicción de Talavera que a su vez pertenece al señorío de los arzobispos de Toledo. Su situación fronteriza con otros señoríos hace que existan frecuentes ataques e invasiones de estos.
La orden militar de Alcántara se había apoderado de algunos pueblos, propiedad de los arzobispos de Toledo en la jurisdicción de Talavera y su Tierra, como natural consecuencia de las luchas civiles castellanas; por eso en 1455, se da poder por el arzobispo de Toledo, don Alonso Carrillo, para que se recuperen esos pueblos, entre ellos Sevilleja, Gargantilla, Río Frío y Cordobilla.
A finales del siglo XVI Sevilleja y sus pueblos dependientes suman unas 100 familias, con 400 habitantes. La caza y la ganadería siguen siendo su principal fuente de sustento. En esta época es probable que se construyera la actual iglesia de Sevilleja. Durante el siglo XVII aumenta la población, acercándose a los 550 habitantes.
Desde su fundación hasta la segunda mitad del siglo XVIII es la capital administrativa de un gran municipio que ocupaba gran parte de la comarca de la Jara, incluyendo los actuales municipios de La Nava del Ricomalillo, Robledo del Mazo y Anchuras de los Montes (Ciudad Real). Durante este siglo se produce un fuerte proceso de colonización interior, lo que hace aparecer nuevas alquerías y que se segreguen del término municipal las ya mencionadas. 
A finales de este siglo la población del término supera los 1600 habitantes. Las actividades económicas siguen siendo las tradicionales caza, colmeneo, ganadería y una agricultura muy laboriosa, debido a la escasa fertilidad de la tierra. Abundan los molinos harineros, sobre todo en río Frío y se explotan varias minas de diversos metales dentro de su territorio. Ya en estos años ya se menciona la ermita del Santísimo Cristo Arrodillado o Nazareno.
El siglo XIX comienza con la Guerra de la Independencia, siendo esta zona saqueada varias veces por el ejército francés a pesar de encontrar duro enfrentamiento en montes y escarpados de la zona, donde se "echaban al monte" para formar guerrillas contra el ejército francés, cortando suministros y emboscando pequeños destacamentos.
También cabe remarcar la presencia de una imagen popular en los montes castellano-extremeños, el bandolero, que tuvo gran presencia en la zona, aunque los cantares y las historias populares los recuerdan como personajes que roban al rico y ofrecen al pobre. Aparecen así historias de bandoleros como Garvín o Murrieta.
Después, las guerras carlistas también hacen mella en esta zona, siendo refugio y zona de abastecimiento de varias partidas carlistas y liberales. 
De nuevo los patriotas se echaron al monte aprendiendo nuevamente a vivir de él y presentando batalla. Josefina utilizó el bandolerismo para desacreditar entonces a los patriotas de la zona. 
Desde 1814 y hasta después de la primera carlista no conocemos una actividad permanente y destacada en la comarca. Los pueblos del interior continuaron sumidos en el abandono y con una economía de subsistencia. Las tentativas de reactivación económica iniciadas por algunos liberales no condujeron a nada positivo.
A iniciativa de los grandes y pequeños ganaderos se presentó en octubre de 1834 un proyecto de ley para disolver las hermandades viejas de Toledo, Talavera y Ciudad Real, suprimir el derecho de asadura mayor y menor (impuesto sobre el tránsito ganadero que permite su autofinanciación y su pervivencia como tribunales especiales de justicia rural durante más de cinco centurias) y dar utilidad pública a sus establecimientos. Algunos de los últimos cuadrilleros ocuparon cargos en la Sociedad Económica de Amigos del País en Toledo. Por causas suficientemente conocidas surgen las guerras carlistas o civiles y en ellas tienen su origen gran parte de la actividad bandolera en los Montes que se desarrollará hasta finalizado el siglo XIX, cuya casuística evolucionó con los intereses colectivos e individuales de las partidas. Avanzada la guerra, las tropas carlistas, más reducidas, recurrieron a la guerra en guerrillas formando grupos de una docena de hombres aproximadamente llamados “gavillas objetivos de merodeo y acoso de las comarcas.
En 1835 capitaneaba las partidas carlistas que operaban en los Montes, el Coronel D. Cándido López, asistido por sus segundos la Diosa, Galán, Perfecto y Mariano Peco. El ejército realista o cristino era mandado por el exguerrillero toledano Paralea, buen conocedor de este tipo de acciones. La derrota de Los Yébenes infligida a los carlistas de Jara por el brigadier Flinter el 19 de febrero de 1838 supuso la muerte de 500 carlistas, 300 heridos y 2.600 prisioneros (B.O.P 9-VI- 1838) de los cuales 396 eran de los Montes y Jara naturales de Sevilleja de la Jara, San Martín de Montalbán, Cuerva, Navahermosa, San Pablo, Ventas con Peña Aguilera, los Alares, Casasbuenas, Aldeanueva de Barbarroya, Mohedas de la Jara, Nava de Ricomalillo, Navalmoralejo, Campillo de la Jara, Anchuras y Aldeanueva de San Bartolomé. Todos fueron indultados. Sus edades oscilaban entre los 17 y 21 años. 
Otros veinte indultados en el mismo año por abandonar las partidas carlistas, eran en su totalidad jornaleros con edades inferiores a los 30 años, solteros, que habían estado encuadrados en las partidas de Palillos, Gil, Jara, Melitón y Lago. Estos perdones no se cumplieron en algunas ocasiones, dando lugar al retorno a la facción con los resentimientos oportunos, convirtiendo a los individuos en más peligrosos y sanguinarios. A medida que avanza el conflicto la ideología de muchas facciones carlistas se transfiere a un segundo orden y la relación de ejército regular desaparece dando paso a la partida que apoyándose en la lucha. busca el botín, independiente de las órdenes que pueda recibir.
La situación de alarma permanente en la comarca lo evidencian los ataques que sufren algunas poblaciones siendo especialmente graves los dos asaltos a Navahermosa realizados por las partidas de Jara, Peco y Tercero. Parecidos episodios sufrieron en Gálvez, Belvís de la Jara, Puebla de Montalbán, La Estrella, San Pablo de los Montes, Las Navillas y Orgaz, que nos muestra una situación de inseguridad y angustia dada la crueldad con la que se condujeron las facciones en muchas de las tristes jornadas que protagonizaron.
El 13 de noviembre de 1839 se levantó el estado de sitio en la provincia, la paz solo fue en el papel para la comarca de los Montes que continuó infestada de partidas “facciosas” mostrando su verdadera faz sin posibilidad de disfraces políticos. Entre los montes quedaron 'los Palillos 'el Valenciano', el Mestizo, Tripacana, Carnicero, Mariano Ruiz 'el Pichapelá', Francisco del Moral, Pata de Porra, estos dos últimos fusilados en Toledo. La guerra teóricamente estaba concluida y los carlistas pudieron acogerse al indulto decretado o salir del país, pero aquellos que no habían hecho otra guerra que la suya, optaron por quedarse en las sierras continuando la vida a la que se habían adaptado. Por los años cuarenta continuaba Rito Flores al mando de la partida 'Palillos' merodeando por los Montes.
La agricultura y la ganadería, junto a la caza, siguen siendo las principales fuentes de subsistencia. Queda en funcionamiento alguno de los molinos harineros y los caminos están prácticamente abandonados e intransitables. Durante estos años la difícil situación que se estaba produciendo en Portugal hace que algunos portugueses se asienten en Sevilleja y sus alrededores. 
En 1846 se crea la primera Comisión de Instrucción Pública en Sevilleja que hace aumentar de manera notable el número de personas que aprenden a leer y escribir.
Durante el siglo XX se produjo un importante aumento de la población, que baja de nuevo hacia 1940 por la Guerra Civil, que tuvo uno de sus frentes en esta comarca. 
En 1950 se alcanzan los 3374 habitantes; a partir de aquí se produce un importante proceso migratorio hacia las grandes ciudades, haciendo que hacia finales de este siglo la población ronde los 1100 habitantes.

## Demografía
Cuenta con una población de 620 habitantes (INE 2024).
| Gráfica de evolución demográfica de Sevilleja de la Jara entre 1842 y 2021                                                                                       |
| |
| Población de derecho según los censos de población del INE Población de hecho según los censos de población del INEEn estos censos se denominaba Sevilleja: 1842 |

## Economía
La principal riqueza de Sevilleja de la Jara es la actividad cinegética. Aquí se encuentre el primer Coto Social de España. 
A la entrada al municipio, a menos de un kilómetro se encuentran las instalaciones del Servicio Nacional de Pesca Continental, Caza y Parques nacionales, entidad que gestionará y canalizará la puesta en marcha de este gran coto de caza menor que ocupa una superficie de más de 30.000 hectáreas, comprendidos los términos municipales de Sevilleja y Anchuras, en las provincias de Toledo y Ciudad Real, respectivamente. Además de estos pueblos, el coto alberga las aldeas de Buenasbodas, Gargantilla, Minas de Santa Quiteria y Puerto Rey, éste ya en el límite con la provincia de Cáceres. Dada su gran extensión, el coto solamente puede conocerse haciendo el recorrido en automóvil. Aunque los caminos son de tierra, la circulación no entraña ningún riesgo. El paisaje es con montes chatos que rompen la línea de horizonte e impiden divisar cualquier núcleo de población. El pantano del Cíjara es el límite natural del coto, adentrado ya en la provincia cacereña. Por estas tierras no solo se encuentra la perdiz, sino también el venado y el jabalí. El acceso a los permisos de caza en el coto, se consiguen por sorteo según haya sido la cría en el año y la necesidad del control cinegético de la zona. 
Al Coto Social de Sevilleja de la Jara y Anchuras tendrán acceso pues, según prescribe la nueva Ley de Caza, todos los cazadores españoles con arreglo a los sorteos y precios que se establecerán en el oportuno plan anual de aprovechamientos. Los permisos oportunos podrán conseguirse en las oficinas provinciales del Servicio o bien dentro de los municipios de Sevilleja y Anchuras, donde se encuentran los controles de vigilancia y mantenimiento de los cotos.

## Patrimonio
- Ermita del Santo Cristo Arrodillado: De planta rectangular de una sola nave, con acceso por los pies. Capilla mayor adosada más ancha que la nave.

## Fiestas
- 20 de enero: San Sebastián.
- 2.º domingo de agosto: fiesta de La Espiga, verbenas, juegos populares y espectáculos musicales, magia y teatro...

- 14 de septiembre: fiestas en honor al Cristo Arrodillado.